# 小行星3149
小行星3149（3149 Okudzhava）是一颗围绕太阳公转的小行星。1981年9月22日，茲丹卡·瓦弗洛娃在克萊季发现了此天体。
該小行星以俄羅斯作家和詩人布拉特·奧庫德扎瓦命名。
这颗小行星的绝对星等为237.236792782364等。